# Братановський Гліб Олексійович
Гліб Олексійович Братановський (нар. 1906, місто Казань, тепер Російська Федерація — розстріляний 7 березня 1939, Москва) — радянський партійний і державний діяч, 3-й, 2-й секретар Московського міськкому ВКП(б). Депутат Верховної Ради СРСР 1-го скликання (1937—1938).

## Біографія
Народився в родині вчителя. У 1920 році закінчив школу 1-го ступеня в місті Оренбурзі.
З кінця 1920 до вересня 1922 року — розсильний, конторник Оренбурзької губернської комісії допомоги голодуючим. У 1922 році вступив до комсомолу.
У жовтні 1922 — травні 1923 року — діловод Чимкентської повітової міліції.
У травні 1923 — грудні 1924 року — інструктор, завідувач організаційного відділу Чимкентського повітового комітету Комуністичної спілки молоді (КСМ). У 1924 році закінчив школу 2-го ступеня у місті Чимкенті.
У грудні 1924 — лютому 1925 року — заступник завідувача організаційного відділу Сирдар'їнського губернського комітету Комуністичної спілки молоді (КСМ) Казахської АРСР в місті Чимкенті. У лютому — березні 1925 року — секретар Чимкентського міського комітету КСМ. У березні — квітні 1925 року — завідувач організаційного відділу Сирдар'їнського губернського комітету КСМ в місті Чимкенті. У квітні — серпні 1925 року — завідувач політпросвітвідділу Кзил-Ординського повітового комітету КСМ у місті Кзил-Орді. У серпні 1925 — жовтні 1926 року — завідувач організаційного відділу Сирдар'їнського губернського комітету КСМ у місті Чимкенті.
У жовтні 1926 — липні 1928 року — завідувач відділу праці і освіти робітничої молоді Казахського крайового комітету Комуністичної спілки молоді (КСМ) у місті Кзил-Орді.
Член ВКП(б) з квітня 1927 року.
У липні 1928 — травні 1929 року — завідувач агітаційно-пропагандистського відділу Казахського крайового комітету Комуністичної спілки молоді (КСМ) у місті Кзил-Орді.
У травні 1929 — червні 1930 року — заступник завідувача організаційного відділу Семипалатинського окружного відділу ВКП(б).
У вересні 1930 — березні 1932 року — студент Московського інституту сходознавства. Закінчив два курси.
У березні 1932 — січні 1933 року — інструктор, у січні 1933 — лютому 1934 року — завідувач сектору агітаційно-масового відділу Московського міського комітету ВКП(б). У лютому 1934 — квітні 1936 року — відповідальний інструктор Московського міського комітету ВКП(б).
У квітні 1936 — серпні 1937 року — завідувач промислового відділу Московського міського комітету ВКП(б).
У серпні 1937 — червні 1938 року — 3-й секретар Московського міського комітету ВКП(б).
У червні — жовтні 1938 року — 2-й секретар Московського міського комітету ВКП(б).
27 жовтня 1938 року заарештований органами НКВС СРСР. 7 березня 1939 року засуджений до вищої міри покарання. Розстріляний у той же день, похований на Донському кладовищі Москви.
18 квітня 1956 року посмертно реабілітований, а 23 травня 1956 року Комісією партійного контролю при ЦК КПРС посмертно відновлений в КПРС.